# 江门镇 (广东省)
江門镇曾是中国广东省新會县下辖的一个镇，五邑地區的“江门”就来自于江門镇，初由江門镇升格而来。

## 歷史

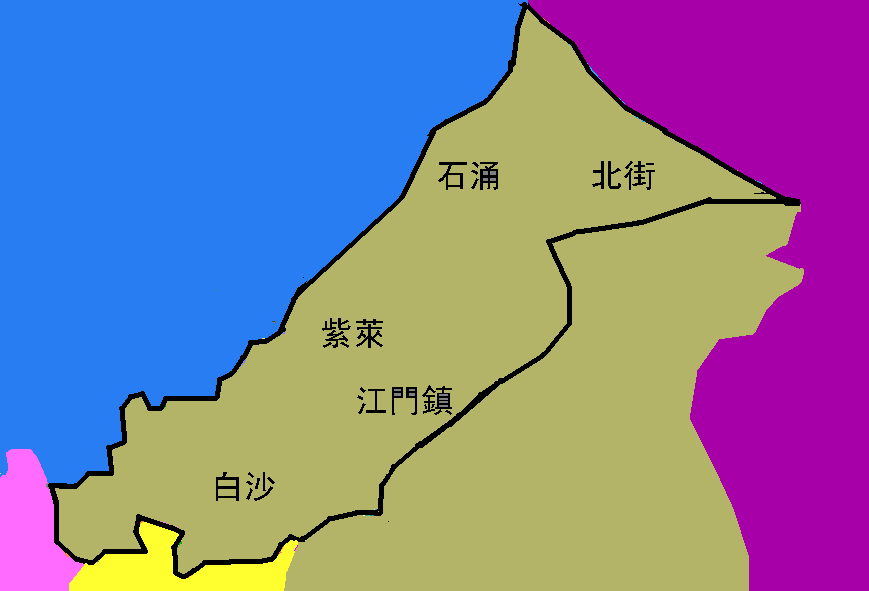

明、清时期，新会县属下的江门镇逐渐兴起，逐渐成为珠江三角洲的一个贸易中心，西江中下游一带的商品多在此地集散。

### 中華民國管治時期
民国元年（1912年）1月，广东军政府于江门设民政部。同月11日设置江门警察区署。及秘书室。民国2年（1913年）11月，警察区署改建为江门警察局。民国7年（1918年）7月，警察局改称江门警察厅，负责行政、司法及卫生管理工作。民国14年（1925年）8月6日，广东省政府决定将江门埠设为独立市。同年8月11日，省政府决定任李蟠为江门市政筹备专员兼江门警察厅长，负责建市事宜。11月14日，省政府正式委任李蟠为江门市政厅厅长，并批准江门埠以及莱阳、紫坭、白沙、水南4个乡从新会县划出，成立省辖江门市。11月26日，江门市政厅正式成立，市政厅设民政局，民政局长由市长兼任，受省民政厅及其委任的民政视察员监督。内设警务、司法、卫生、教育、社会5科。民国20年（1931年）2月26日，广东省政府第五届委员会第144次会议根据人口不满20万的情况作出决议：撤销江门市建制，原莱阳、紫坭、白沙、水南4个乡及北街重归新会县辖，原市商业区改为新会县第十二区辖镇。同年3月，新会县政府机关从会城镇迁到江门。民国22年（1933年），江门镇公所设正副镇长3名，下辖警卫股、民政股、文化股和经济股。另与镇商会联合组建有常备自卫队，协助军警维护地方治安。居民管理实行保甲制。民国26年（1937年）3月，江门镇改屬新会县第二联乡辖。民国28年（1939年）3月30日，日军占领江门，设立“江门治安维持会”，设正副会长2人、委员7人，赵秀石任会长，日军军官中岛任指导官。维持会下设民政、财政、教育、治安 4 个科。民国29年（1940年）5月8日，“江门治安维持会”与“新会县治安维持会”合并，改组为“新会县政务委员会”，会址设在莲平路。民国30年（1941年）5月，在江门成立“新会县政府”，“新会县政务委员会”同时撤销。江门厲第二区署。民国34年（1945年）8月日本投降后，江门隶屬关系和机构设置按民国22年（1933年）不变。民国38年（1949年）解放軍進駐前夕，江门为新会县第二区辖镇，镇公所共有办事人员39人。

### 中華人民共和國管治時期

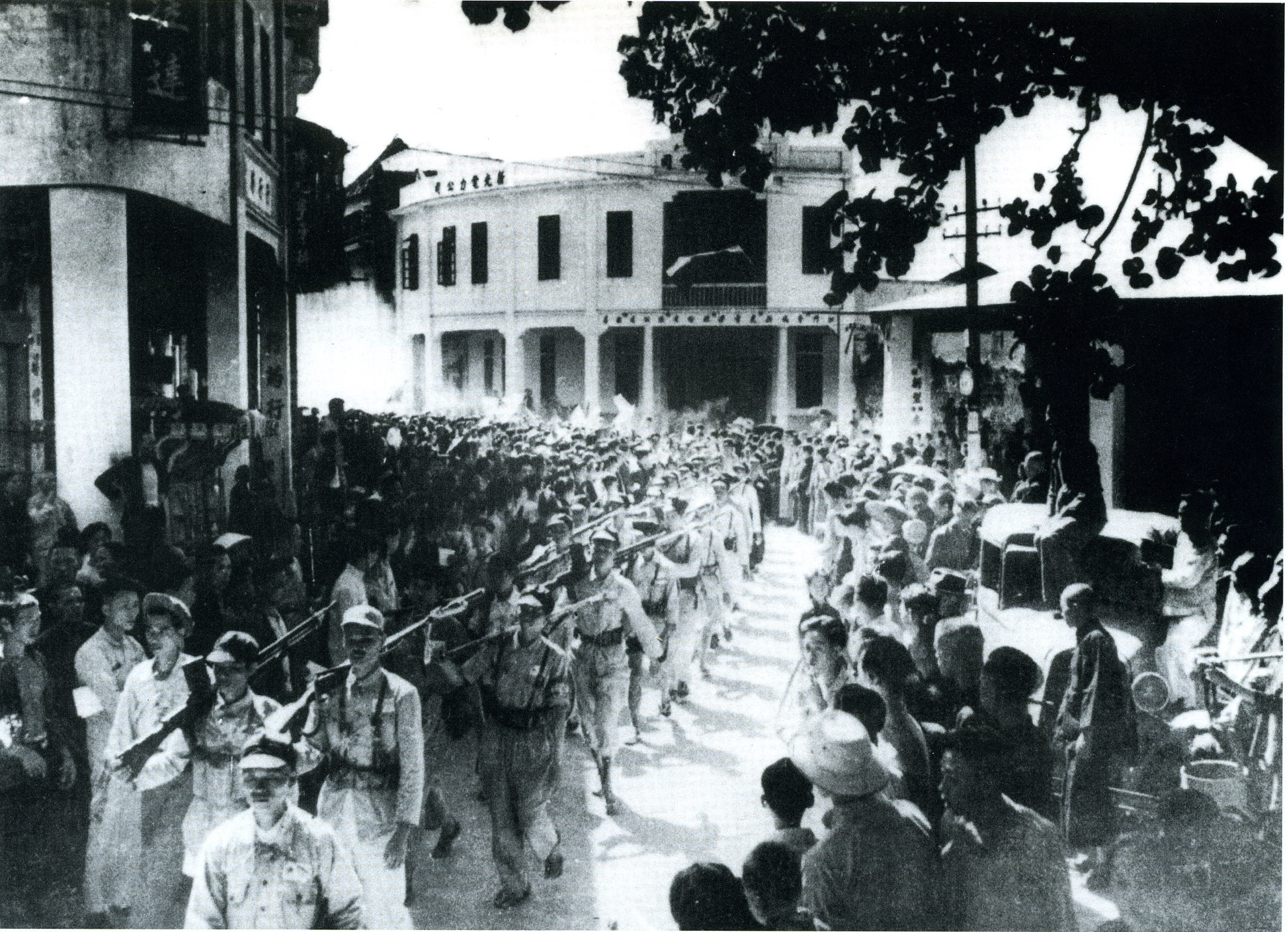
中國人民解放軍粵中縱隊進駐江門镇的情形

1949年中華人民共和國成立後，於1951年1月12日从新会县析置江门市并改为省辖市。1951年4月1日，江门市人民政府成立。